# هوشرية أجمية
هوشرية أجمية (الاسم العلمي:Heuchera caespitosa) هي نوع من النباتات يتبع جنس الهوشرية من فصيلة كاسرة الحجر.